# 레일라 멘샤리
레일라 멘샤리(ليلى المنشاري, Leïla Menchari, 1927년 9월 27일 ~ 2020년 4월 4일)는 튀니지의 디자이너이다.
튀니스에서 태어났다. 1943년 튀니지 미술원에, 1948년 파리 국립고등미술학교에 입학했다.
1961년부터 2013년까지 50년이 넘는 기간 동안 포부르 생토노레 거리에 있는 에르메스 헤드쿼터 매장 쇼윈도의 디자인 · 디스플레이를 맡았다.
코로나19 범유행중인 2020년 4월 4일 튀니지 함마메트에서 코로나19로 사망하였다.